# 1446
سنة 1446 كانت سنة بسيطة تبدأ يوم السبت (الرابط يظهر نموذج التقويم الكامل للسنة) من التقويم اليولياني.

## أحداث
- نهاية حرب زيورخ القديمة في 21 يونيو 1446 والتي بدأت في 11 نوفمبر 1440.
- تأسيس إمارة الدرعية الأولى على يد مانع بن ربيعة المريدي الجد الأعلى لأسرة ال سعود

## مواليد
- قانصوه الغوري
- إيبوليتا ماريا سفورزا
- ديرك مارتنز

## وفيات
- فيليبو برونليسكي
- مير علي التبريزي
- أبو شهيد شاه، رابع سلاطين ملقا.